# Interpolació
En anàlisi numèrica, la interpolació és l'obtenció de noves dades a partir d'un nombre discret de dades originals.

## Interpolació lineal
En general, en la interpolació lineal s'usen les dades de dos punts, (xa,ya) i (xb,yb), per a obtenir les d'un tercer punt interpolat (x,y) a partir de la fórmula:
{\displaystyle y=y_{a}+(x-x_{a}){\frac {(y_{b}-y_{a})}{(x_{b}-x_{a})}}}
Només donarà bons resultats quan s'interpoli una funció aproximadament lineal, o en un interval petit de les dues dades conegudes.